# Klosterdeichwetter (Pinnau)
Die Klosterdeichwetter ist ein Wassergrabensystem in Uetersen im Kreis Pinneberg.

## Verlauf
Die Klosterdeichwetter entspringt im Stadtgebiet von Uetersen in der Nähe der Bundesstraße 431 (An der Klosterkoppel) und verläuft in Richtung Süden durch die historischen Deichwiesen der Klosterkoppeln. Dabei münden weitere kleinere Zuflüsse und Entwässerungsgräben, von Westen und Norden kommend in die Wetter. Diese entwässern ebenfalls die nur einen Meter über Normalnull gelegenen Wiesen. Vor der Begradigung und Eindeichung der Pinnau war dieses Grabensystem mehrfach für die Einwässerung der tiefgelegenen Deichwiesen wichtig, da die heutige Altstadt und das Kloster Uetersen von einem Damm (heute Kastanienallee) geschützt wurde. Nur geschützt durch den Damm kam es bei der großen Flut von 1412, den Sturmfluten von Weihnachten 1717 und vom 7. Oktober 1756 zu meterhohen Überflutungen des damaligen Ortes und dutzende Menschen flielen dem Wasser zum Opfer.